# Strambinello
Strambinello (Strambinel in piemontese) è un comune italiano di 237 abitanti della città metropolitana di Torino in Piemonte.

## Monumenti e luoghi di interesse

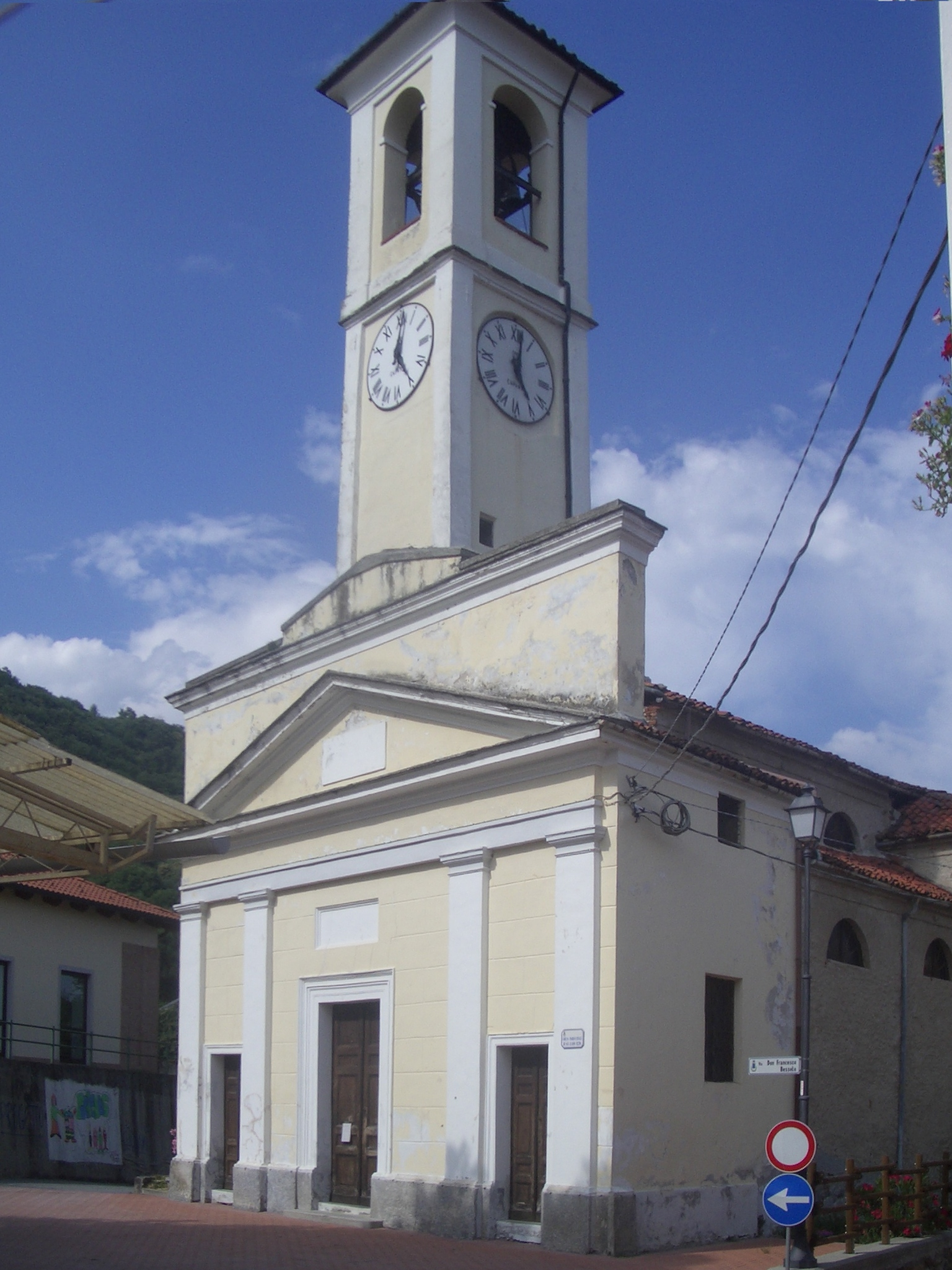
La parrocchiale

- Castello di Strambinello: attestato per la prima volta in un documento di metà XII secolo, appartenne prima ai Conti di San Martino e poi ai Conti di Castellamonte. Nel 1387, durante il tuchinaggio, venne parzialmente distrutto e dopo la ricostruzione passò alla famiglia Dal Pozzo. Dopo altri passaggi di proprietà tra famiglie della nobiltà, venne acquistato da proprietari borghesi nell'Ottocento. Attualmente presenta varie stratificazioni stilistiche, con strutture medioevali incorporate in successivi rimaneggiamenti seicenteschi e alcuni restauri più recenti, che ripropongono l'originaria architettura militare duecentesca[4]
- Ponte dei Preti, settecentesco ponte in muratura sul Chiusella
- Parrocchiale di Sant'Ilario Vescovo, situata al centro del paese

## Società

### Evoluzione demografica
Abitanti censiti

## Amministrazione

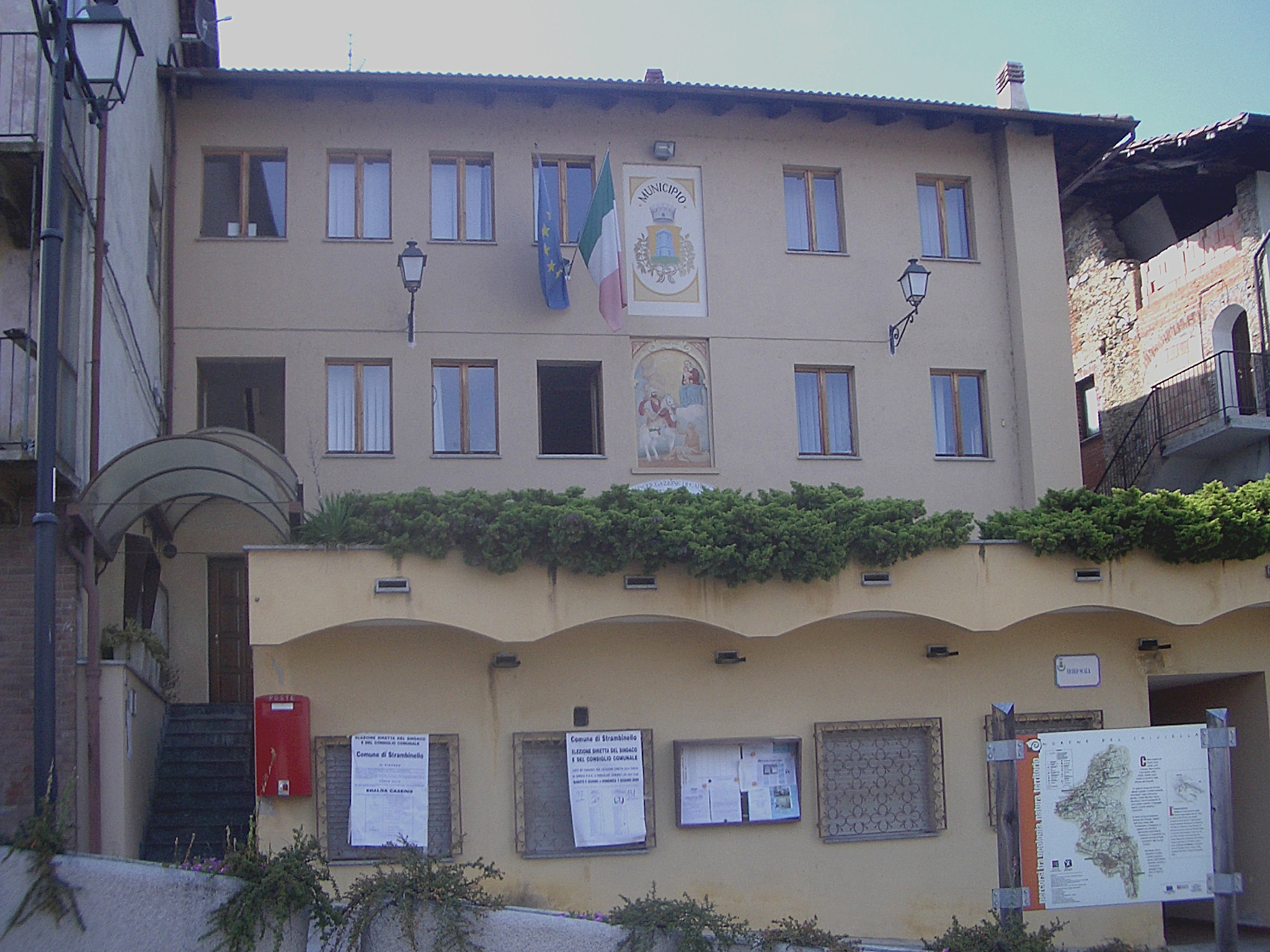
Il municipio

Durante il fascismo, con regio decreto del 28 febbraio 1929, i comuni di Loranzè, Colleretto Giacosa, Parella, Quagliuzzo e Strambinello vennero fusi in un unico comune denominato Pedanea. Nel dopoguerra, il 23 agosto 1947, i cinque comuni recuperarono la propria autonomia.
Di seguito è presentata una tabella relativa alle amministrazioni che si sono succedute in questo comune.
| Periodo        | Periodo        | Primo cittadino       | Partito                   | Carica  | Note  |
| -------------- | -------------- | --------------------- | ------------------------- | ------- | ----- |
| 28 giugno 1985 | 24 maggio 1990 | Martino Ardissono     | lista civica              | Sindaco | [ 7 ] |
| 24 maggio 1990 | 24 aprile 1995 | Martino Ardissono     | lista civica              | Sindaco | [ 7 ] |
| 24 aprile 1995 | 14 giugno 1999 | Stelvio Onore         | -                         | Sindaco | [ 7 ] |
| 14 giugno 1999 | 14 giugno 2004 | Stelvio Onore         | Socialisti Italiani       | Sindaco | [ 7 ] |
| 14 giugno 2004 | 8 giugno 2009  | Eralda Caserio        | lista civica              | Sindaco | [ 7 ] |
| 8 giugno 2009  | 26 maggio 2014 | Eralda Caserio        | lista civica              | Sindaco | [ 7 ] |
| 26 maggio 2014 | 27 maggio 2019 | Marco Angelo Corzetto | lista civica Comune amico | Sindaco | [ 7 ] |
| 27 maggio 2019 | 10 giugno 2024 | Marco Angelo Corzetto | lista civica Comune amico | Sindaco | [ 7 ] |
| 10 giugno 2024 | "in carica"    | Gualtiero Onore       | lista civica Comune amico | Sindaco | [ 7 ] |

## Galleria d'immagini

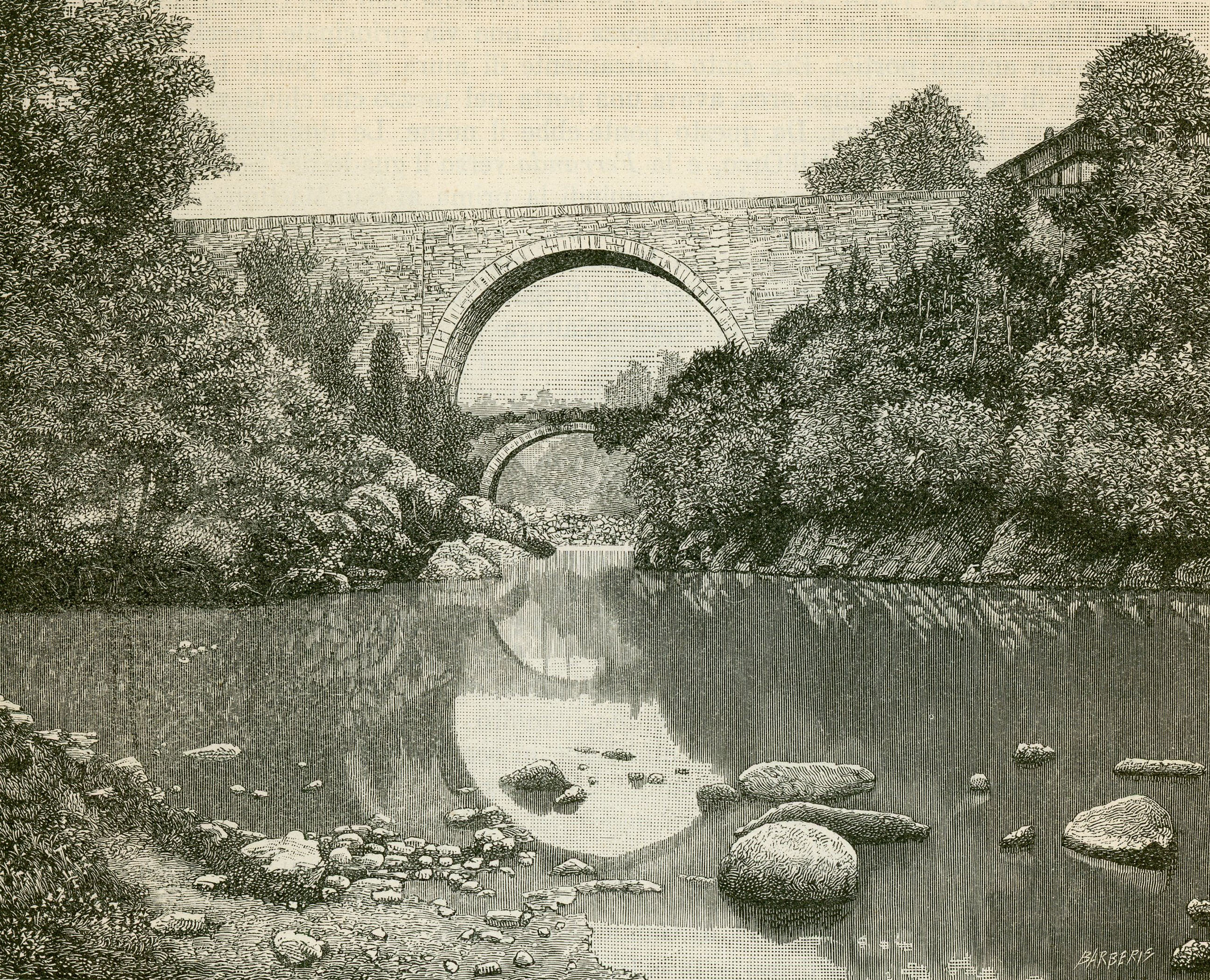
Ponte dei Preti (xilografia)
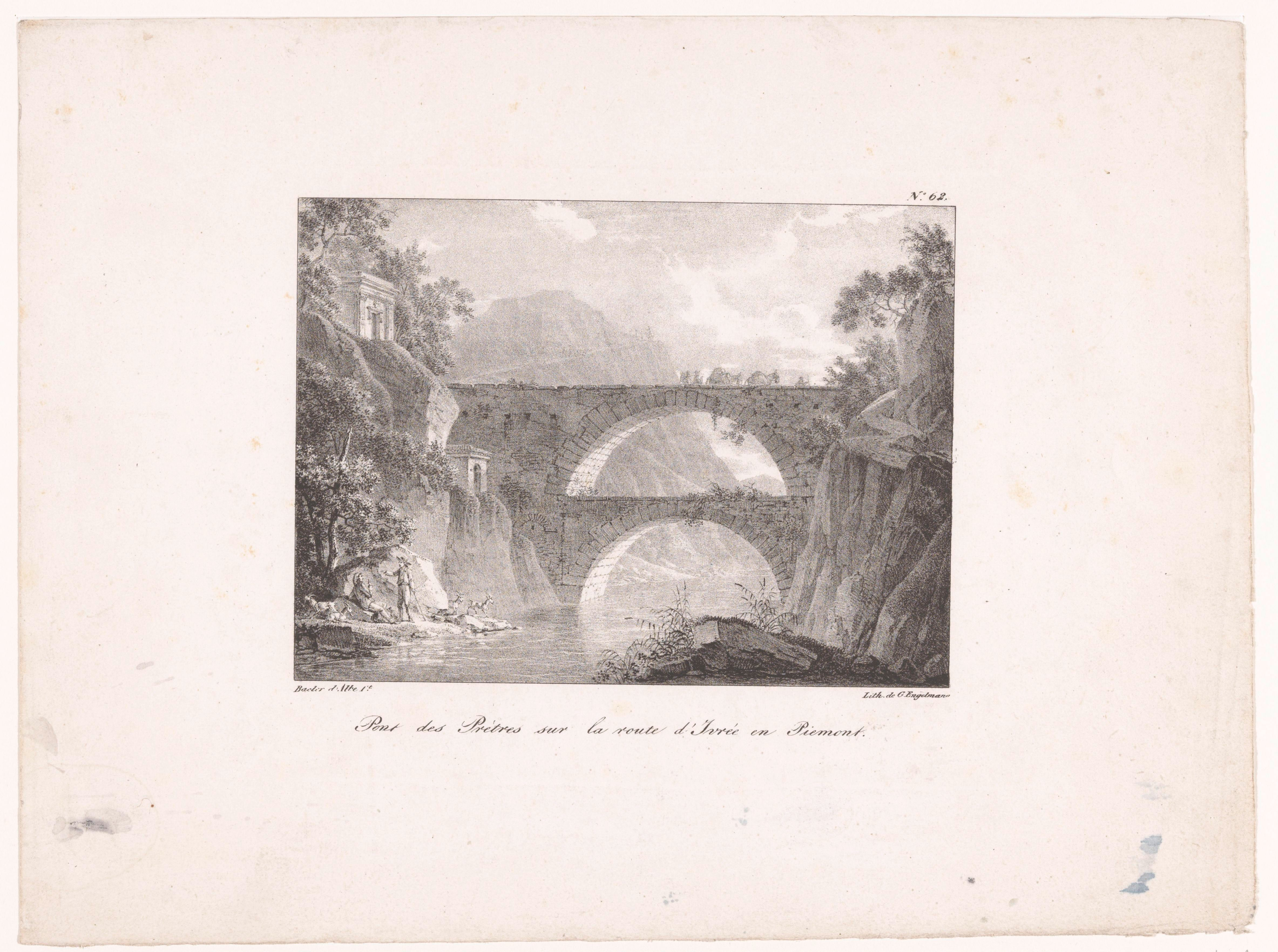
Ponte dei Preti (litografia)